# OVERCOME
「OVERCOME」（オーバーカム）は、日本のバンド10-FEETの8枚目のシングルである。2006年6月14日発売。発売元はユニバーサルミュージック。

## 概要
- カップリングの「ビタミン7」は「10-FEET&マキシマム ザ ホルモン」名義。

## 収録曲
1. OVERCOME(3:48)
作詞・作曲：TAKUMA、編曲：10-FEET
2. JUST A FALSE! JUST A HOLE!(2:50)
作詞・作曲：TAKUMA、編曲：10-FEET
3. ビタミン7(4:50)
作詞・作曲：TAKUMA・マキシマムザ亮君、編曲：10-FEET

## 収録アルバム

### OVERCOME
- オリジナル『TWISTER』（2006年8月16日）

### JUST A FALSE! JUST A HOLE
- オリジナル『TWISTER』（2006年8月16日）